# Clitoria brachystegia
Clitoria brachystegia är en ärtväxtart som beskrevs av George Bentham. Clitoria brachystegia ingår i släktet Clitoria, och familjen ärtväxter. Inga underarter finns listade i Catalogue of Life.